# 吉田類の博多ほろ酔い日記
『吉田類の博多ほろ酔い日記』（よしだるいのはかたほろよいにっき）は2014年7月7日よりRKB毎日放送（RKBラジオ）で放送されているトーク番組である。

## 番組概要
パーソナリティー2人が博多の酒場を訪れ、お酒を飲みながら様々な話題でトークをしていく番組。

なお、不定期にRKB毎日放送のスタジオから収録する場合もある。
2017年10月より「二丁目お茶の間劇場」のフロート番組化された。

## 放送時間
- 月曜日 19:37-19:45（JST。2017年10月2日～）

なお、月曜夜にRKBエキサイトホークスが放送される際は時間が変更になる。

### 過去の放送時間
- 月曜日 20:45-21:00（JST。2014年7月7日～2017年3月27日）
- 月曜日 19:45-20:00（JST。2017年4月3日～9月25日）

## パーソナリティ
- 吉田類
- 山本真理子

## スポンサー
- 姪浜タクシー
- 焼肉なべしま
- 栄光フーズ